# Henao francés

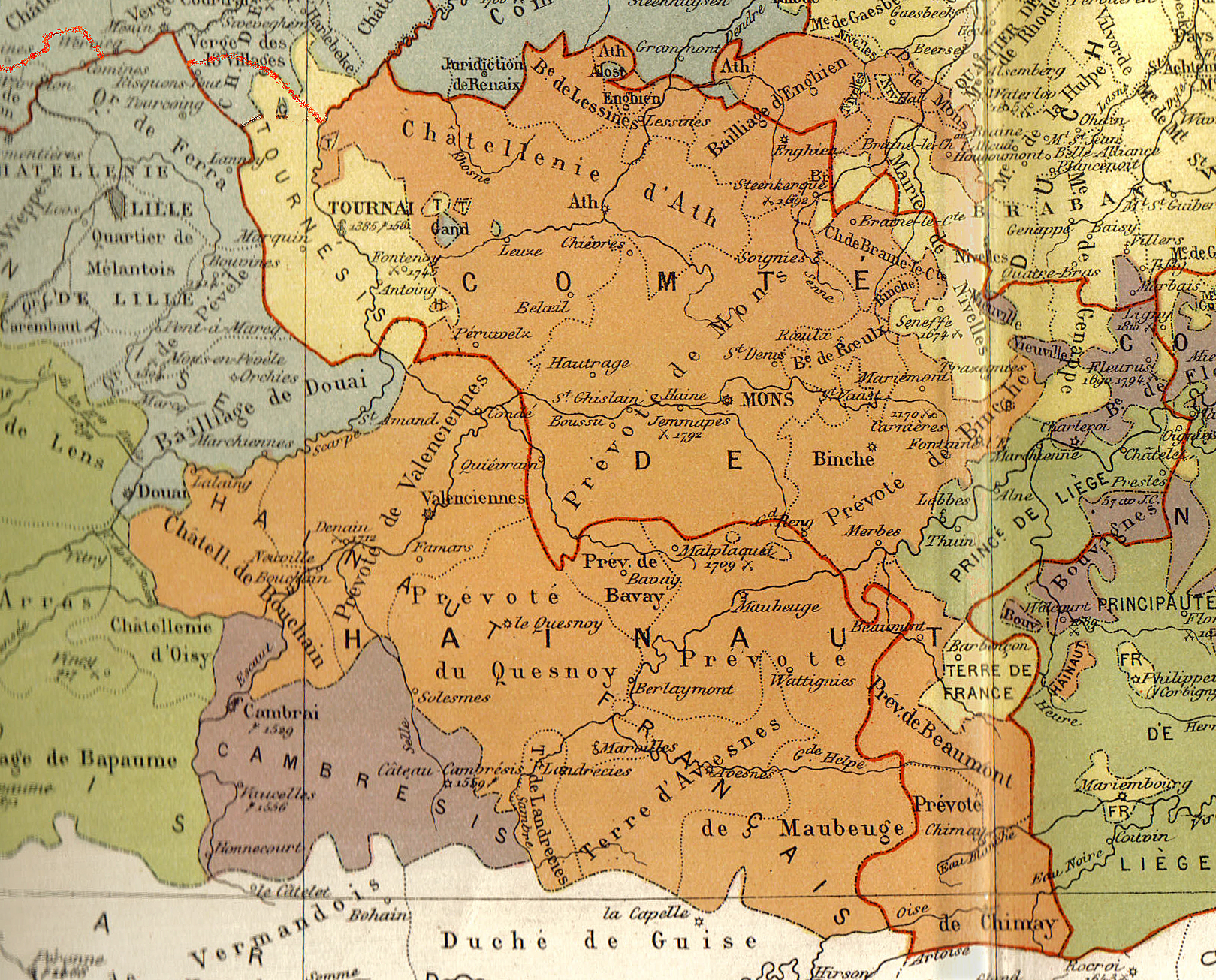
Mapa del condado de Henao, con la actual frontera franco-belga en rojo. Henao francés es la parte sur.

Mapa de la nueva región, Alta Francia, con sus cinco departamentos, coloreado según las provincias históricas tal como existieron hasta 1790. Además de los territorios mencionados anteriormente en el texto, pequeñas cantidades de Artois y Picardía también contribuyeron al departamento del Norte.
Picardía
Isla de Francia
Artois
Flandes francés
Henao francés
Cambrai
Champaña
Otros

Henao francés (en francés: Hainaut français; pronunciación en francés: /ɛno fʁɑ̃sɛ/) es una de las dos áreas de Francia que forman el departamento del Norte, que constituye su parte oriental. Se corresponde aproximadamente con el distrito de Avesnes-sur-Helpe (este), el distrito de Cambrai (suroeste) y el distrito de Valenciennes (noroeste).
Hasta el siglo XVII, fue parte integral del condado de Henao, gobernado por la Casa de Valois-Borgoña y más tarde por la Casa de Habsburgo. En una serie de guerras entre Francia y España, esta parte sur de Henao fue conquistada por Francia, junto con el adyacente Cambrésis, u obispado de Cambrai, al suroeste, y el sur de Flandes, que bordea el canal de la Mancha, al oeste. Juntos, estos formaron la provincia francesa de Flandes que, después de la Revolución francesa, se convirtió en el nuevo departamento del Norte.